# 南美石鈎鯰
南美石鈎鯰，為輻鰭魚綱鯰形目甲鯰科的其中一種，為熱帶淡水魚，分布於南美洲蘇利南埃塞奎博河及Correntyne河上游流域，體長可達8.6公分，棲息在岩石底質的溪流底層水域，生活習性不明。

## 扩展阅读
維基物種上的相關：南美石鈎鯰